# Charles Fréger
Charles Fréger (* 1975 Bourges) je francouzský fotograf.

## Život a dílo
Absolvoval Školu výtvarných umění v Rouenu. Portrétuje často příslušníky uniformovaných skupin, kapel, zaměstnance továren, vojáky nebo sportovní týmy.
Na festivalu Arles v roce 2008 představil cyklus snímků vojáků v různých archaických uniformách královských, papežských či prezidentských gard.

## Práce
- Bleus de travail, text Marc Donnadieu, éd. POC ISBN 2-915409-00-5
- Steps, (60 portraits de patineuses synchronisées finlandaise) éd. POC / Le point du jour ISBN 2-912132-24-X
- Portraits photographiques et uniformes, éd. 779, en co-édition avec la Société française de photographie, 2001 ISBN 2-914573-00-6
- Majorettes, éd. Léo Scheer, 2002 ISBN 2-914172-33-8
- Légionnaires, éd. 779/Château d’eau, 2002 ISBN 2-914573-07-3
- Donneurs, (Livre regroupant 40 portraits d’ouvriers des usines Arcelor). Préface de Pierre Etschegoyan. éd. Ponctuation, 2002 ISBN 2-913179-05-3
- Le Froid, le gel, l’image : Merisotakoulu, Text Jean-Paul Curnier, éd. Léo Scheer, 2003 ISBN 2-915280-06-1
- Rikishi, text Chihiro Minato, éd. POC, 2004 ISBN 2-915409-04-8
- 2Nelson, text Bill Kouwenhoven, éd. POC, 2005 ISBN 2-915409-05-6
- Les fleurs du paradis, text Charles Fréger, éd. Villa Noailles/archibook, 2008
- Portraits photographiques et uniformes. Paris: 779 a Société française de photographie, 2001. ISBN 2-914573-00-6.
- Majorettes. Paris: Léo Scheer, 2002. ISBN 2-914172-33-8.
- Légionnaires. With an essay by Raphaëlle Stopin. Paris: 779 a Château d'eau, 2002. ISBN 2-914573-07-3.
- Donneurs. Preface by Pierre Etschegoyan. Ponctuation, 2002. ISBN 2-913179-05-3.
- Lux. Esej: Stéphane Bern a Didier Mouchel. Veenman, 2007. ISBN 2-919923-13-7.
- Les Fleurs du paradis. With an essay by Fréger. Villa Noailles/archibook, 2008.
- Empire. With an essay by Prosper Keating. Paris: Thames & Hudson, 2010.
- Wilder Mann. Stockport, UK: Dewi Lewis, 2012.[2][3]
- Outremer. Villa Noailles/Archibook, 2013.
- L-12-12. Göttingen, Germany: Steidl, 2013.
- La Danse du lion. Fotokino, 2014. ISBN 978-2-9530742-4-6. Flipbook.
- Bretonnes. Fréger, Marie Darrieussecq a Yann Guesdon (anglický překlad). Arles: Actes Sud, 2015. ISBN 978-2-330-05044-3.[4]
- Yokainoshima, Célébration d'un bestiaire nippon. Arles: Actes Sud, 2016. ISBN 978-2-330-06470-9.
- Parade, les éléphants peints de Jaipur. Paris: les grandes personnes, 2017. ISBN 978-2361935078.
- Souvenir D'alsace. Musée historique de Strasbourg, 2023. ISBN 9782351252154.
- Aam Aastha: Incarnations et divinités en Inde. Arles: Actes Sud, 2023. Esej: Anuradha Roy a Catherine Clement. ISBN 978-2-330-17514-6.

## Výstavy
Výběr výstav
- 2008 : Les Rencontres d'Arles, France.